# Pero (település)
Pero település Olaszországban, Lombardia régióban, Milánó megyében. Lakosainak száma 11 606 fő (2023. január 1.). Pero Milánó és Rho községekkel határos.

## Népesség
A település lakossága az elmúlt években az alábbi módon változott:
| Lakosok száma | 10 932 | 11 198 | 11 342 | 11 606 |
|               | 2013   | 2017   | 2018   | 2023   |